# Mingrélia
Szamegrelo vagy Mingrélia (grúzul: სამეგრელო, Szamegrelo; mingrélül: სამარგალო, Szamargalo) Grúzia egyik történelmi tartománya az ország nyugati részében. Korábban Odisi néven is ismerték.
Északnyugaton a szakadár Abháziával határos, északon Szvanétiával, keleten Imereti történelmi tartományokkal, délen Guriával, nyugaton a Fekete-tengerrel.

## Földrajza
Mingrélia nem közigazgatási egység. A szomszédos Szvanétia északi részével együtt alkotja Szamegrelo-Felső-Szvanéti régiót, melynek székvárosa Mingrélia legjelentősebb városa, Zugdidi – ez a mingrélek tulajdonképpeni fővárosa.

## Népessége
Mingréliát a mingrélek lakják, akik a mingrél nyelvet és a grúzt egyaránt beszélik, de a grúz írott nyelvet használják.

## Története
Az ókorban Mingrélia a i. e. 9. és 6. század között a kolkhiszi királyság, az i. e. 4. századtól az i. sz. 6. század között pedig Egriszi királyságának része volt. A 11. és 15. század között Mingrélia az egyesült Grúz Királyság része volt. A 16. századtól, miután Grúzia darabokra szakadt, a független – de az Oszmán Birodalommal vazallusi viszonyban álló – mingrél fejedelemség felett a grúz Dadiani-dinasztia uralkodott, amelynek egyik oldalága, a Dadányi család Magyarországra menekült, és magyar nemességet kapott 1784-ben II. József magyar királytól. 
1803 decemberében a fejedelemség az orosz cár és Grigol Dadiani fejedelem közötti megegyezés alapján az Orosz Birodalom védnöksége alá került, tehát gyakorlatilag elvesztette függetlenségét. 1857-ben maga a fejedelemség is megszűnt hivatalosan is. 1918 és 1921 közt Mingrélia a független Grúz Demokratikus Köztársaság része volt, 1921-ben azonban Grúz Szovjet Szocialista Köztársaság néven bekebelezte a Szovjetunió. Grúzia 1991. április 9-én szerezte vissza függetlenségét, és Mingrélia azóta is része.
Az újra független Grúzia első elnöke, Zviad Gamszahurdia mingrél volt. Az 1991. december 21. és 1992. január 6. közt zajlott puccs polgárháborúba torkollott és ez Gamszahurdia mingrél támogatóinak vereségével végződött, akik megpróbálkoztak azzal is, hogy kivívják Mingrélia függetlenségét Grúziától. 
A régiót azonban az új elnök, Eduard Sevardnadze (1992–2003) sem tudta megfegyelmezni, továbbra is erős maradt az elszakadási vágy a mingrélekben. Politikai stabilitása tovább romlott, amikor a grúzok ellen fellázadt Abháziából beáramlottak a grúz – főleg mingrél – menekültek hullámai. A 2003 novemberi Rózsás Forradalom után, 2004-ben az újonnan megválasztott elnök, Miheil Szaakasvili – miután megígérte, hogy békés eszközökkel oldja meg az abház konfliktust – lefegyverezte a mingrél csoportokat, akik korábban Abháziába be-betörve gerillaháborút vívtak az abházok ellen.

## Ismert mingrélek
- IV. Leó mingréliai fejedelem, a Dadányi család ősapja
- Lavrentyij Berija, a grúz származású szovjet diktátor Sztálin titkosrendőrségének parancsnoka
- Konsztantin Gamszahurdia, a 20. század egyik legjelentősebb grúz írója
- Zviad Gamszahurdia, a poszt-szovjet Grúzia első elnöke
- Dadányi György, magyar író, IV. Leó leszármazottja